# 周乃翔
周 乃翔（しゅう だいしょう、1961年12月 - ）は、中華人民共和国の官僚・政治家。江蘇省宜興県出身。現職は山東省人民政府省長。

## 経歴
1961年12月、江蘇省宜興県で生まれる。1982年、南京建工学院民建学科（現在の南京工業大学）を卒業。大学卒業後、江蘇省建築工程総公司に勤務する。1987年12月に中国共産党入党。
2003年7月、泰州市人民政府副市長に就任。2006年、泰州市党委員会常務委員を兼務。2008年4月、江蘇省旅遊局局長兼党組書記に転任。2010年10月、江蘇省住房城郷建設庁党組書記兼副庁長に転任。2012年2月、蘇州市党委員会副書記兼蘇州市人民政府市長代行に転任。同年6月、市長に就任。2016年1月、蘇州市党委員会書記に昇格。同年11月、江蘇省党委員会常務委員を兼務。
2019年9月、中国建築集団有限公司董事長兼党組書記に転出。
2021年9月30日、李干傑の後任として、山東省人民政府省長代行に任命された。